# 5235 Jean-Loup
5235 Jean-Loup è un asteroide della fascia principale. Scoperto nel 1990, presenta un'orbita caratterizzata da un semiasse maggiore pari a 2,2974487 UA e da un'eccentricità di 0,1419099, inclinata di 4,84838° rispetto all'eclittica.